# شرقي شاطف (ملحان)

تعديل مصدري - تعديل

شرقي شاطف هي إحدى قرى عزلة الشمارية بمديرية ملحان التابعة لمحافظة المحويت، بلغ تعداد سكانها 286 نسمة حسب تعداد اليمن لعام 2004.